# FIVB World Tour 1995/96 der Frauen
Die FIVB World Tour 1995/96 der Frauen bestand aus zehn Beachvolleyball-Veranstaltungen. Gastgeberländer waren die USA 2×, Südkorea, Japan, Portugal, Indonesien, Australien und Puerto Rico sowie Brasilien mit zwei Turnieren. Tour Champions wurden Sandra Pires und Jackie Silva.

## Turniere

### Clearwater Open (5. bis 7. Mai 1995)
| Platz | Team                                   |
| ----- | -------------------------------------- |
| 1     | Sandra Pires / Jackie Silva            |
| 2     | Karolyn Kirby / Liz Masakayan          |
| 3     | Holly McPeak / Nancy Reno              |
| 4     | Barbra Fontana / Lori Forsythe         |
| 5     | Nat Cook / Kerri Pottharst             |
| 5     | Adriana Behar / Magda Lima             |
| 7     | Renata de Castro / Karina Lins e Silva |
| 7     | Mônica Rodrigues / Adriana Samuel      |

Das erste Event des Jahres gewannen Sandra Pires und Jackie Silva vor drei Beachpaaren aus dem Gastgeberland. Silber sicherten sich Kirby / Masakayan, Bronze erhielten McPeak / Reno. Für Fontana / Forsythe blieb nur der undankbare vierte Rang. Die Deutschen Cordula Borger und Beate Paetow wurden gemeinsam mit drei anderen Duos Dreizehnte.

### Hermosa Beach Open (14. bis 16. Juli 1995)
| Platz | Team                                  |
| ----- | ------------------------------------- |
| 1     | Holly McPeak / Nancy Reno             |
| 2     | Sandra Pires / Jackie Silva           |
| 3     | Karolyn Kirby / Liz Masakayan         |
| 4     | Deb Richardson / Dennie Shupryt Knoop |
| 5     | Mônica Rodrigues / Adriana Samuel     |
| 5     | Barbra Fontana / Lori Forsythe        |
| 7     | Nat Cook / Kerri Pottharst            |
| 7     | Adriana Behar / Magda Lima            |

Beim zweiten Wettbewerb in den Vereinigten Staaten standen die gleichen Paare auf dem Podest wie bei der Saisoneröffnung, jedoch in veränderter Reihenfolge. Im Endspiel  besiegten McPeak / Reno die Brasilianerinnen  und Kirby / Masakayan mussten sich mit dem dritten Platz begnügen. Die besten Deutschen erreichten das gleiche Ergebnis wie in Clearwater, direkt dahinter platzierten sich Beate Bühler und Danja Müsch.

### Pusan Open (20. bis 22. Juli 1995)
| Platz | Team                              |
| ----- | --------------------------------- |
| 1     | Holly McPeak / Nancy Reno         |
| 2     | Karolyn Kirby / Liz Masakayan     |
| 3     | Sandra Pires / Jackie Silva       |
| 4     | Mônica Rodrigues / Adriana Samuel |
| 5     | Adriana Behar / Magda Lima        |
| 5     | Gail Castro / Angela Rock         |
| 7     | Nat Cook / Kerri Pottharst        |
| 7     | Sarah Straton / Chris Wilson      |

Schon in der nächsten Woche ging es in Südkorea schon weiter. Auch diesmal waren die Veränderungen auf dem Podium nur marginal gegenüber Hermosa Beach. Gold erkämpften wie gehabt McPeak / Reno. Die beiden Teams dahinter tauschten ihre Plätze. In die Topp Zwölf schafften es Bühler / Müsch als Neunte. Borger / Paetow wurden wie bei beiden Veranstaltungen in den USA Dreizehnte.

### Osaka Open (27. bis 29. Juli 1995)
| Platz | Team                              |
| ----- | --------------------------------- |
| 1     | Holly McPeak / Nancy Reno         |
| 2     | Linda Hanley / Angela Rock        |
| 3     | Sandra Pires / Jackie Silva       |
| 4     | Barbra Fontana / Lori Forsythe    |
| 5     | Sarah Straton / Chris Wilson      |
| 5     | Beate Bühler / Danja Müsch        |
| 7     | Mônica Rodrigues / Adriana Samuel |
| 7     | Karolyn Kirby / Liz Masakayan     |

Zum dritten Mal in Folge gewannen Holly McPeak / Nancy Reno ein Event und zum vierten Mal standen Pires / Silva auf dem Stockerl. Ins Finale schafften es zum ersten Mal Rock / Hanley. Bühler / Müsch verbesserten sich auf den geteilten fünften und Borger / Paetow auf den geteilten neunten Rang.

### Espinho Open (25. bis 27. August 1995)
| Platz | Team                              |
| ----- | --------------------------------- |
| 1     | Holly McPeak / Nancy Reno         |
| 2     | Linda Hanley / Angela Rock        |
| 3     | Sandra Pires / Jackie Silva       |
| 4     | Natalie Cook / Kerri Pottharst    |
| 5     | Mônica Rodrigues / Adriana Samuel |
| 5     | Sachiko Fujita / Yukiko Takahashi |
| 7     | Liane Fenwick / Anita Spring      |
| 7     | Sarah Straton / Chris Wilson      |

Keine Veränderung gab es zum Podium in Osaka. Zum ersten Mal gehörten drei australische Beachpaare zu den besten acht Duos. Borger / Paetow konnten ihre Platzierung aus Japan bestätigen. Bühler / Müsch rutschten auf den geteilten dreizehnten Rang ab.

### Bali Open (15. bis 17. September 1995)
| Platz | Team                           |
| ----- | ------------------------------ |
| 1     | Holly McPeak / Nancy Reno      |
| 2     | Sandra Pires / Jackie Silva    |
| 3     | Karolyn Kirby / Angela Rock    |
| 4     | Barbra Fontana / Lori Forsythe |
| 5     | Nat Cook / Kerri Pottharst     |
| 5     | Linda Hanley / Deb Richardson  |
| 7     | Beate Bühler / Danja Müsch     |
| 7     | Merita Berntsen / Ragni Hestad |

Titel Nummer fünf in Folge erkämpften die US-Amerikanerinnen McPeak / Reno. Zweite wurden Pires / Silva vor Angela Rock, die zum dritten Mal mit einer neuen Partnerin antrat, die diesmal Karolyn Kirby hieß. Zum ersten Mal gehörte mit Ragni Hestad und Merita Berntsen, der Mutter des späteren Olympiasiegers, Weltmeisters und mehrfachen Europameisters Anders Mol, ein norwegisches Duo zu den besten acht Teams. Bühler / Müsch belegten wie die Nordeuropäerinnen den geteilten siebten Rang, während Borger / Paetow Siebzehnte wurden.

### Brisbane Open (6. bis 8. Oktober 1995)
| Platz | Team                           |
| ----- | ------------------------------ |
| 1     | Holly McPeak / Nancy Reno      |
| 2     | Sandra Pires / Jackie Silva    |
| 3     | Beate Bühler / Danja Müsch     |
| 4     | Barbra Fontana / Lori Forsythe |
| 5     | Nat Cook / Kerri Pottharst     |
| 5     | Liane Fenwick / Anita Spring   |
| 7     | Cordula Borger / Beate Paetow  |
| 7     | Karolyn Kirby / Angela Rock    |

Der sechste Sieg der Saison von Holly McPeak und Nancy Reno war gleichzeitig der letzte, den die beiden gemeinsam erreichten. Pires / Silva waren wie in Bali ihre Endspielgegnerinnen. Beate Bühler und Danja Müsch standen als Dritte zum ersten Mal auf dem Podest. Den deutschen Erfolg vervollständigten Cordula Borger und Beate Paetow mit dem geteilten siebten Platz, ihrem zum zweiten Mal erzielten besten Resultat in der World Tour.

### Carolina Beach Open (9. bis 12. November 1995)
| Platz | Team                              |
| ----- | --------------------------------- |
| 1     | Karolyn Kirby / Nancy Reno        |
| 2     | Sandra Pires / Jackie Silva       |
| 3     | Mônica Rodrigues / Adriana Samuel |
| 4     | Beate Bühler / Danja Müsch        |
| 5     | Nat Cook / Kerri Pottharst        |
| 5     | Yukiko Ishizaka / Peko Nakano     |
| 7     | Isabel Salgado / Roseli Timm      |
| 7     | Linda Hanley / Deb Richardson     |

Nancy Reno konnte in Puerto Rico zum siebten Mal in ununterbrochener Reihenfolge die Goldmedaille in Empfang nehmen, diesmal gemeinsam mit Karolyn Kirby, während sich der Partnerwechsel für Holly McPeak zu Angela Rock nicht auszahlte. Sandra Pires und Jackie Silva konnten auch in ihrem dritten Finale hintereinander ihr Gegnerduo nicht bezwingen. Ihre Landsfrauen Mônica Rodrigues und Adriana Samuel standen zum ersten Mal in dieser Spielzeit auf dem Stockerl. Der vierte Platz war auch ohne Medaille für Beate Bühler und Danja Müsch ein Erfolg. Borger / Paetow belegten, wie schon oft in diesem Jahr, den dreizehnten Platz mit drei weiteren Beachduos.

### Santos Open (16. bis 19. November 1995)
| Platz | Team                              |
| ----- | --------------------------------- |
| 1     | Barbra Fontana / Linda Hanley     |
| 2     | Holly McPeak / Angela Rock        |
| 3     | Sandra Pires / Jackie Silva       |
| 4     | Nat Cook / Kerri Pottharst        |
| 5     | Mônica Rodrigues / Adriana Samuel |
| 5     | Sachiko Fujita / Yukiko Takahashi |
| 7     | Shelda Bede / Adriana Behar       |
| 7     | Karolyn Kirby / Nancy Reno        |

Bei ihrem ersten gemeinsamen Auftritt bei der World Tour sicherten sich Barbra Fontana / Linda Hanley gleich den Sieg. Das neuformierte Duo McPeak / Rock konnte nach einem durchwachsenen Start bei der Premiere in Brasilien ins Endspiel einziehen. Das kleine Finale entschieden Pires / Silva gegen die Australierinnen Cook / Pottharst für sich, die nach vielen Topp Ten Platzierungen erst zum zweiten Mal ein Semifinale erreichten. Bühler / Müsch wurden Neunte und Borger / Paetow Siebzehnte.

### Rio de Janeiro Open (28. Februar bis 3. März 1996)
| Platz | Team                              |
| ----- | --------------------------------- |
| 1     | Sandra Pires / Jackie Silva       |
| 2     | Nat Cook / Kerri Pottharst        |
| 3     | Shelda Bede / Adriana Behar       |
| 4     | Holly McPeak / Nancy Reno         |
| 5     | Mônica Rodrigues / Adriana Samuel |
| 5     | Beate Bühler / Danja Müsch        |
| 7     | Yukiko Ishizaka / Peko Nakano     |
| 7     | Barbra Fontana / Linda Hanley     |

Beim letzten Event der Saison 1995/96 belohnten sich Sandra Pires und Jackie Silva noch einmal mit dem Gewinn der Goldmedaille in ihrem Heimatland. Die Toursiegerinnen siegten zwar nur beim ersten und letzten Wettbewerb der Spielzeit, hatten es jedoch geschafft, jedes Mal auf dem Treppchen zu stehen. Nat Cook und Kerri Pottharst erreichten ihr erstes Endspiel und damit auch ihr erstes Podest. Ebenfalls das erste Mal gemeinsam auf dem Podium stand das neuformierte Beachpaar Shelda Bede und Adriana Behaar bei seinem zweiten Start. Holy McPeak und Nanca Reno, die nach zwei Versuchen mit anderen Partnerinnen, durch die sie vermutlich den Gesamtsieg verspielten, wieder ein Duo bildeten, schlossen das Spieljahr als Vierte ab. Beate Bühler / Danja Müsch wurden noch einmal ebenso wie die Vorjahressiegerin der Beachserie Mônica Rodrigues / Adriana Samuel Fünfte. Borger / Paetow waren in Rio nicht mehr dabei.

## Auszeichnungen
| FIVB Tour Champion | Sandra Pires / Jackie Silva |